# هوغو جيرنزباك
هوغو جيرنزباك (بالإنجليزية: Hugo Gernsback)‏ (19 أغسطس 1967 – 16 أغسطس 1884)، كان اسمه عند الولادة هوغو جيرنزباتشير (بالإنجليزية: Hugo Gernsbacher)‏، مخترع وكاتب ومحرر، وناشر مجلة أمريكي من أصل لوكسمبرغي، والذي اشتهر بعدة مطبوعات من ضمنها مجلة قصص مذهلة التي كانت أول مجلة خيال علمي. وكانت له مساهمات كبيرة كناشر في مجال الخيال العلمي، جنبا إلى جنب مع الروائيين هربرت جورج ويلز وجول فيرن، ويلقب أحيانا بلقب «أب الخيال العلمي». وأنشئت «جائزة هوغو» للخيال العلمي العالمي التي سميت باسمه تكريما له.

## وصلات خارجية
- هوغو جيرنزباك على موقع الموسوعة البريطانية (الإنجليزية)
- هوغو جيرنزباك على موقع إن إن دي بي (الإنجليزية)

- هوغو جيرنزباك  على قاعدة بيانات الخيال التأملي على الإنترنت
- Gernsback image at لايف (مجلة)
- Radio Before Radio at the web site of the American Radio Relay League

السيرة الذاتية والنقد
- "Boys of Wireless" at American Experience (PBS)—Contains information about Gernsback's role in early amateur radio
- Hugo Gernsback, Publisher – discussion of Gernsback as a magazine publisher, with links to cover images of most of his technical and other non-fiction magazines

مراجع الأعمال
- هوغو جيرنزباك  على قاعدة بيانات الخيال التأملي على الإنترنت
- Hugo Gernsback Papers – description of his papers in the Special Collections Research Center of the جامعة سيراكيوز Library

## مزيد من القراءة
- Ackerman، Forrest J (1997). Forrest J Ackerman's World of Science Fiction. Los Angeles: RR Donnelley & Sons. ص. 28, 31, 78–79, 107–111, 118–122. ISBN:1-57544-069-5.
- Ashley، Mike (2004). The Gernsback Days. Holicong, PA: Wildside Press. ISBN:0-8095-1055-3.
- Massie, K.؛ Perry, S. (2002). "Hugo Gernsback and radio magazines: An influential intersection in broadcast history" (PDF). Journal of Radio Studies. ج. 9 ع. 2: 264–281. مؤرشف من الأصل (PDF) في 2013-06-02. اطلع عليه بتاريخ 2007-03-02.
- Shunaman، Fred (أكتوبر 1979). "50 Years of Electronics". Radio Electronics. Gernsback Publications. ج. 50 ع. 10: 42–69.
- Stashower، Daniel (أغسطس 1990). "A Dreamer Who Made Us Fall in Love with the Future". Smithsonian. ج. 21 ع. 5: 44–55.
- Westfahl، Gary (2007). Hugo Gernsback & the Century of Science Fiction. Jefferson, NC: McFarland. ISBN:978-0-7864-3079-6.